# Емилиан (Кутузис)
Епи́скоп Емилиан (англ. Bishop Emilian, греч. Επίσκοπος Αιμιλιανός, в миру Анто́ниос Куту́зис, греч. Αντώνιος Κουτούζης англ. Andonis Koutouzis; род. 1971, Калимнос, Южные Эгейские острова) — архиерей Константинопольской православной церкви, епископ Мелойский (с 2019), викарий Австралийской архиепископии.

## Биография
Окончил начальную школу, а также гимназию (лицей) на Калимносе. Позднее обучался в Физиотерапевтическом институте в Салониках и на втором году обучения, в 1989 году, побывал на Афоне, где познакомился со старцем Паисием Святогорцем и игуменом монастыря Симонопетра архимандритом Емилианом (Вафидисом). В 1990 году получил благословение архимандрита Емилиана на поступление в братию монастыря Симонопетра.
14 ноября 1993 года архимандритом Емилианом был пострижен в великую схиму с наречением имени Евагрий.
В 1999 году поступил на отделение пастырского и социального служения богословского факультета Салоникийского университета и в 2003 году окончил его с отличием.
Следуя желанию архимандрита Емилиана и его преемника по управлению монастырём Симонопетра — архимандрита Елисея по организации нового монастыря в Австралии, приехал на континент, где уже проживала его мать и другие члены семьи.
26 октября 2004 года архиепископ Австралийский Стилиан (Харкианакис) рукоположил его в сан иеродиакона к церкви святого Димитрия в Солсбери, Аделаида. В декабре 2004 года он был направлен в Перт, чтобы возглавить Иоанновский монастырь (Holy Monastery of St. John of the Mountain/Ιερά Μονή Αγίου Ιωάννου του Βουνού) в Форрестфилде, в Западной Австралии.
7 января 2005 года в Иоанновском монастыре епископом Дорилейским Никандром (Паливосом), викарием Австралийской архиепископии он был хиротонисан во иеромонаха. 23 марта 2008 года епископ Никандр поставил его в игумены обители. 6 сентября 2009 года архиепископом Австралийским Стилианом был возведён в достоинство архимандрита.
28 ноября 2019 года Священным синодом Константинопольской православной церкви был избран для рукоположения в сан епископа Мелойского, викария Австралийской архиепископии.
25 декабря 2019 года в Благовещенском кафедральном соборе в Сиднее был хиротонисан во епископский сан. Хиротонию совершили: архиепископ Австралийский Макарий (Гриниезакис), митрополит Севастийский Серафим (Гинис), митрополит Дервский Иезекииль (Кефалас), епископ Милитопольский Иаков (Цигунис) и епископ Австралийский и Новозеландский Михаил (Филимон) (Румынская православная церковь). В день своей хиротонии изменил имя с Евагрия на Емилиана, в честь своего покойного старца.